# Brett Cooper
Brett Cooper, född 12 oktober 2001, är en amerikansk konservativ politisk kommentator, mediepersonlighet och skådespelerska. Cooper är värd för YouTube -kanalen The Comments Section with Brett Cooper producerad av The Daily Wire. Hon har skrivit för Foundation for Economic Education och var ambassadör för PragerU och Turning Point USA.

## Biografi
Cooper växte upp i Chattanooga, Tennessee och flyttade vid 10 års ålder till Los Angeles för att inleda en skådespelarkarriär. Under nära tio års tid hade hon olika roller i teater, tv och film, inklusive en roll som statist i filmen Parental Guidance från 2012. Hon tog examen från University of California, Los Angeles, med engelsk litteratur som huvudämne och därutöver kurser i företagsekonomi från University of California, Berkeley Haas School of Business.

## The Comments Section with Brett Cooper
I mars 2022 beskrev The Week Coopers inslag som "avsedda att nå en Generation Z-publik på TikTok och YouTube." I mars 2023 rapporterade den vänsterorienterande mediebevakningsorganisationen Media Matters for America att Cooper "upprepade och hyllade" förolämpningar mot TikTokaren Dylan Mulvaney (som då var inblandad i en kontrovers gällande Budweiser-reklam) från Cooper Daily Wire-kollega Matt Walsh, som senare blev avmonetiserad på YouTube för att ha brutit mot YouTubes riktlinjer.

## Filmografi
| År   | Titel             | Roll        | Anteckningar    |
| ---- | ----------------- | ----------- | --------------- |
| 2012 | Parental Guidance | Tal Student | okrediterad     |
| 2017 | Bobbi & Gill      | Bobbi Garet |                 |
| TBA  | 500 Fireflies     | June        | Efterproduktion |

### TV
| År   | Titel                                   | Roll                            | Anteckningar    |
| ---- | --------------------------------------- | ------------------------------- | --------------- |
| 2016 | Gortimer Gibbon's Life on Normal Street | Jessica                         | 2 avsnitt       |
| 2017 | Shots Fired                             | Tess Breeland                   | 4 avsnitt       |
| 2018 | Heathers                                | Brianna Parker/"Trailer Parker" | 8 avsnitt       |
| 2025 | The Pendragon Cycle                     | Ganieda                         | Efterproduktion |